# Resultados do Carnaval de Vitória em 2002
Esta página contém o resultado do Carnaval de Vitória de 2002.

## Grupo Único
Desfiles realizados nos dias 01 e 02 de fevereiro de 2002. A Unidos de Jucutuquara sagrou-se campeã ao fim da apuração das notas.

### Classificação
| Legenda: Campeã |

| Col. | Escola                    | Enredo                                                                   | Pontos |
| ---- | ------------------------- | ------------------------------------------------------------------------ | ------ |
| 1    | Unidos de Jucutuquara     | A Noite, Seus Encantos e Mistérios                                       | 199    |
| 2    | Mocidade Unida da Glória  | O Renascer das Cinzas                                                    |        |
| 3    | Imperatriz do Forte       | Batalhas e Vitórias - Saldanha - 100 anos de glórias                     |        |
| 4    | Unidos da Piedade         | Uma Odisséia no Asfalto. Piedade, Berço do Samba, Escola de Bamba        |        |
| 5    | Novo Império              | Ouro Negro e o turismo em terras capixabas                               |        |
| 6    | Independente de Boa Vista | O Congo e o Jongo, o mais capixaba dos enredos                           |        |
| 7    | Rosas de Ouro             | Entre Todas as Rosas, a Mais Bela Sou Eu                                 |        |
| 8    | Unidos de Barreiros       | Hélio Dórea – gente bacana                                               |        |
| 9    | Pega no Samba             | A Eternidade de um Criador, Jorge Amado                                  |        |
| 10   | Andaraí                   | O menino de Pindobas que conquistou o Espírito Santo, o Brasil e o mundo |        |
| 11   | Chegou o Que Faltava      | Refestança                                                               |        |